# Sklené Teplice
Sklené Teplice és un poble i municipi d'Eslovàquia. Es troba a la regió de Banská Bystrica.

## Història
La primera menció escrita de la vila es remunta al 1340.

## Demografia
| Godina             | 1994 | 2004   | 2014   | 2024    |
| ------------------ | ---- | ------ | ------ | ------- |
| Nombre de persones | 448  | 435    | 412    | 368     |
| Diferència         |      | −2,90% | −5,28% | −10,67% |

| Godina             | 2023 | 2024   |
| ------------------ | ---- | ------ |
| Nombre de persones | 376  | 368    |
| Diferència         |      | −2,12% |